# Plethodon teyahalee
Plethodon teyahalee är en groddjursart som beskrevs av Hairston 1950. Plethodon teyahalee ingår i släktet Plethodon och familjen lunglösa salamandrar. IUCN kategoriserar arten globalt som livskraftig. Inga underarter finns listade i Catalogue of Life.